# Oh What a Knight
Oh What a Knight è un film del 1928 diretto da Walt Disney. È un cortometraggio animato, il 20° con protagonista Oswald il coniglio fortunato. Fu distribuito dalla Universal Pictures il 28 maggio 1928.

## Trama
Nel Medioevo, Oswald sta suonando la fisarmonica sul suo cavallo, quando i due ruzzolano giù per una collina, fino a un castello. Oswald chiama la principessa Ortensia con un fischio, e lei appare sul balcone e gli manda un bacio. Lui la raggiunge, ma appare il cavaliere Gambadilegno, che tiene prigioniere la principessa. I due combattono, Oswald riesce a vincere e se ne va con la principessa.

## Edizioni home video

### DVD
Il cortometraggio è incluso nel DVD Walt Disney Treasures: Le avventure di Oswald il coniglio fortunato. Per l'occasione al film è stata assegnata una nuova colonna sonora scritta da Robert Israel. Inoltre è possibile guardare il cortometraggio con il commento audio di Leonard Maltin e Mark Kausler.